# Сеналес (Болцано)
Сеналес (итал. Senales) је насеље у Италији у округу Болцано, региону Трентино-Јужни Тирол.
Према процени из 2011. у насељу је живело 1394 становника. Насеље се налази на надморској висини од 1343 м.

## Становништво
Према резултатима пописа становништва 2011. у општини је живело 1.314 становника.
| 1931. | 1936. | 1951. | 1961. | 1971. | 1981. | 1991. | 2001. | 2011. |
| ----- | ----- | ----- | ----- | ----- | ----- | ----- | ----- | ----- |
| 1.101 | 1.158 | 1.283 | 1.346 | 1.267 | 1.327 | 1.379 | 1.394 | 1.314 |